# 大牟田4人殺害事件
大牟田4人殺害事件（おおむた4にんさつがいじけん）是發生在2004年（平成16年）9月日本福岡縣大牟田市的強盗殺人棄屍案件。被害方及被告方都是一家4口（被害方含1位朋友在內），且法院判決被告4人全部死刑確定，在日本犯罪史上是非常特殊的案例。犯罪原因推測是因金錢糾紛產生殺機，但真相為何至今仍然不明。

## 案件概要
案發前為暴力團（黑道）道仁會系北村組組長的被告A（當時60歲、家中之父）與被告B（當時45歳、家中之母）因為經營融資業務的被害人甲（當時58歲）積欠他們超過高達6800萬日元，且一方面又得向暴力團的上級進貢，生活發生困難，故與曾為相撲選手的長男被告C（當時23歲，為B及前夫所生之子，有傷害致死前科）一同策畫欲以虛假的土地買賣生意為由，讓甲準備好購地的現金後再將其誘出殺害。
沒想到被告C為奪走甲的金飾，竟搶先一步誘使次男被告D（為A、B所生之子）共同於同年9月16日將甲的次男（當時15歲）絞死，並將屍體綁上重物丟入河中後，侵入甲的屋內自金庫取走時價400萬日元的黃金等物變現平分。
被告B得知此事後，於同年9月17日指示被告C也要將甲的長男殺害，並讓被告D也加入，一家4口共同執行殺人計畫。同一天即強迫甲吃下加了催眠藥的食物後，由被告D將甲絞死並強盜其現金。 另當時甲的長男（當時18歲）因無法聯絡上甲，故與其友人（當時17歲）一同前往甲的住處，但遭被告A及被告C發現後，在甲的住處附近叫住2人，並開車將2人載往預定棄屍地，到達後被告C即持被告A的手槍向2人射擊。甲的長男當場中槍身亡，但因其友人一息尚存，故被告C再持碎冰碓將他刺死。被告4人於稍後並將所殺害的3人運上車載至諏訪川連人帶車棄入川中以湮滅證據。
最先被殺害的甲的次男遺體於同年9月21日被發現後，當天即拘捕了被告A、B，隔日正式逮捕被告B（被告A當場以手槍自盡未遂，於同年10月8日正式逮捕），也在川底發現了遭棄置的車輛及其他3名被害者的遺體。之後被告D、被告C分別先後在同年9月23日及10月2日遭到逮捕。
逮捕的罪名是涉嫌強盜殺人、遺棄屍體及違反銃刀法。被告C在同年11月13日於福岡地檢久留米支部開庭時雖一度逃脫成功，但於3小時後即在熊本縣荒尾市遭逮回，並被追加起訴脫逃罪。

## 逮捕與判決經過
- 被告一家曾試圖以手槍自殺或者逃亡，此外在法院開庭時也曾彼此爭論、辱罵被害人家屬，並毆打監獄管理員等，表現出不願意配合調查的態度，因此案件的細節即便到了法院還是有許多地方無法釐清。
- 被告一家原本有義務及選任律師，但後來都因故陸續辭退，一度發生找不到律師的窘境。因為一直沒有人願意為被告一家辯護，據說地方律師公會還得用畫鬼腳的方式決定由誰出面義務為被告一家辯護。
- 被告A在審理時主張案子是他一人所為，被告B只是幫助而已，但一、二審均認定即使二人不構成正犯，犯罪的主導者仍然是被告B。
- 2006年6月13日，福岡地方法院久留米支部進行最終辯論並審結，同年10月17日判處被告B、D死刑，2007年2月28日再同樣判處被告A、C死刑。被告4人均不服上訴。
- 2007年12月25日，福岡高等法院判決駁回被告B、D的上訴，2人不服再提起上訴。
- 2008年3月27日，福岡高等裁判所判決駁回被告A、C的上訴，2人亦不服再提起上訴。
- 2011年10月3日，最高法院駁回被告B、D的上訴，2人死刑確定。被告B成為日本戰後第14位女死刑犯。
- 2011年10月17日，最高法院第1小法廷（審判長白木勇裁判長）駁回被告A、C的上訴，該2人亦確定科處死刑。至此被告一家4口均遭判處死刑確定。
- 被告B、D目前關押在福岡拘留所，被告A目前關押在廣島拘留所，被告C目前則關押在大阪拘留所。
- 被告D於2013年與支持他的女性在獄中結婚並將姓氏改為從妻姓。

## 其他
- 被告D在相撲選手時代，曾於2001年3月20日春場所第10日的序之口賽程中與安馬（後來第70代横綱日馬富士）比賽，並因遭上手投出而敗下陣來。
- 原作為被告D的獄中手記「我が一家全員死刑」，以此案件為題材所籌拍的電影「全員死刑」於2017年11月18日上映，導演是小林勇貴、製作人是西村喜廣，並由間宮祥太朗主演[1][2]。

## 相關著作
1. 鈴木智彦著「我が一家全員死刑」（コアマガジン、2010年11月6日出版、ISBN 978-4862529138）- 是被告D在獄中的札記。
- - 書名雖然取名為「一家全員」，但內容也有包括與此案件無關以及於案發當時已過世的家人。

2.電影「全員死刑」(2017)

## 備註
1. ↑  . シネマカフェ. 2017-03-01  [2017-03-02]. （原始内容存档于2018-02-16）.
2. ↑  . 映画ナタリー. 2017-03-01  [2017-03-02]. （原始内容存档于2018-02-16）.